# Zapus princeps
Zapus princeps és una espècie de mamífer rosegador de la família dels dipòdids. Viu al Canadà i els Estats Units, on té una distribució àmplia que s'estén des del sud del Yukon fins a Califòrnia i Nou Mèxic. S'alimenta d'insectes, llavors i fongs segons l'estació de l'any. Els seus hàbitats naturals són els boscos i la vegetació riberenca. Es creu que no hi ha cap amenaça significativa per a la supervivència d'aquesta espècie, tot i que està afectada pels incendis forestals i, possiblement, el canvi climàtic.